# Kensington (New Hampshire)
Pour les articles homonymes, voir Kensington.
Kensington est une municipalité américaine située dans le comté de Rockingham au New Hampshire. Selon le recensement de 2010, sa population est de 2 124 habitants.

## Géographie
La municipalité s'étend sur 11,96 milles carrés (30,98 km2), dont 0,01 milles carrés (0,03 km2) d'étendues d'eau.

## Histoire
Kensington devient une municipalité indépendante de Hampton en 1737. Elle doit son nom à Edward Rich, comte de Holland et baron de Kensington.